# A8 (Kazakistan)
La strada nazionale A8 è una strada del Kazakistan.

## Descrizione
La strada A8 in Kazakistan, conosciuta anche come "Autostrada Meridionale", è una delle arterie principali del paese.
Questa strada è un importante collegamento per il trasporto di merci e passeggeri tra le diverse regioni del Kazakistan. Attraversa diverse zone geografiche, compresi paesaggi montuosi, steppe e deserti. Lungo la strada, è possibile ammirare scenari mozzafiato e una grande varietà di paesaggi.

## Percorso
L'A8 inizia nella città di Taskesken dalla A3 a ovest di Taskesken e conduce attraverso la steppa coltivata con agricoltura nel Kazakistan orientale. Questa zona è scarsamente popolata, con una catena montuosa a nord con cime fino a 3000 m sul livello del mare. Una delle città principali sul percorso è Urzhar, seguita dalla città di Makanchi, che conduce ad una circonvallazione settentrionale, ma che è una deviazione. Il villaggio di Bakthy segue il confine con la Cina e sul lato cinese la strada A8 continua come S221.

## Storia
Durante l'URSS e fino al 2011, data della riforma kazaka sul sistema stradale nazionale, la A8 si chiamava A356